# کنت پیتزر
کنت پیتزر (انگلیسی: Kenneth Pitzer؛ ۶ ژانویهٔ ۱۹۱۴ – ۲۶ دسامبر ۱۹۹۷) یک شیمی‌دان اهل ایالات متحده آمریکا بود.
وی همچنین برنده جوایزی همچون نشان پریستلی شده است.